# キュヒョン
キュヒョン（1988年2月3日 - ）は、韓国の歌手、タレント、ミュージカル俳優。アイドルグループSUPER JUNIORのメンバーであり、メインボーカル担当。Antenna所属。ファンネームはKYUpiter（キュピター）。

## 来歴
- オーディションで女性と一緒に「A Whole new world」を歌い合格。
- 2006年6月1日公式デビューし、シングル「U」からSUPER JUNIORの13人目のメンバーとして加入する。練習生期間は約2ヶ月と非常に短い[5]。
- 2007年4月19日未明、銅雀大橋方向へオリンピック大路を走行中、イトゥク、シンドン、ウニョク、キュヒョン、マネージャーが乗った車が横転。キュヒョンは肋骨と骨盤を折る重傷で一時意識不明の重体だった。一時は、喉を切り開いて手術しなければ助からないと言われたが、今まで歌手になる事を反対していた父が『この子は歌手になる夢を持った子だから』と手術に反対。その際かけつけたイ・スマンは、「歌手にはなれなくても、俳優としてでも育てるから」と言ったという。最終的に、別の医師が喉に穴を開けずに済む手術を提案し、一命を取り留めた。キュヒョンが4日後に目を覚ましたとき、イェソンは言葉が出なかったという。後にこの事故についてキュヒョンは、「事故に遭った瞬間意識が飛び、気が付いたら道路に横たわっていた。身体がないような感覚に襲われ、瞬間、死を察した。」と語っている[6]。その後リハビリを経て2007年9月21日、第2集で復帰。この事故の影響で、キュヒョンのみ『花美男連続ボム事件』に出演できなかった。しかし現在でも美声を保っているのは、この時の父親の判断のおかげである。
- 2010年6月3日、学生時代から患っていた中耳炎悪化のため手術を受けた。
- 2011年4月8日明け方、車で光州へ向かっていたところ、全羅北道井邑付近で車線変更をしていたトラックと衝突。腕や足に打撲を負った。しかしその後、手にまだ傷が残る状態で仕事復帰し、ファンから事務所に対して非難の声があがった。
- 2014年11月13日、ミニアルバム『光化門で』でソロデビューを果たす。
- 上述の2007年の交通事故により、兵役前の身体検査で社会服務要員の判定を受けたため[7]、2017年5月25日より論山訓練所で4週間の訓練を受けた後、ソウル城北視聴覚障がい福祉センターに勤務し、2019年5月7日に召集解除となった[8]。

## 人物
- 身長：180cm[9]、血液型：A型
- 出身地：韓国ソウル特別市[10]
- 学歴
  - 慶熙大学校 国際キャンパス 芸術デザイン学部 ポストモダン音楽科 卒業
  - 慶熙大学校大学院 芸術デザイン学部 ポストモダン音楽科 修士課程 修了
- 家族構成：父、母、姉
  - 父は塾を経営、母は美術教室の先生、姉はヴァイオリニスト。
- 高校時代の部活は数学部で、数学で賞をもらったこともある。父に学年で一位になったら欲しいバイクを買うと言われ、本当に一位になり、念願のバイクを手に入れた。また、大学時代にはすでに芸能活動を開始していたため多忙であったにもかかわらず、優秀な成績で大学を卒業した。
- 愛称は「ギュ」、「キュ」、「ブラックマンネ」、「ゲームギュ」、「ボーダーギュ」など。
- グループ内で最年少メンバー（マンネ）である。しかし、グループ加入当初はメンバーから受け入れられず酷い扱いを受けていた。キュヒョンはSUPER JUNIORがデビューしてからの加入だったため、当時メンバーたちも複雑な心境だったという。
- 東方神起のチャンミンとは親友。
- ゲームとワインと漫画が好きな仲間で構成された「ギュライン」がある。メンバーは東方神起のチャンミン、SHINeeのミンホ、EXOのスホなどがいる。
- 日本公演の際は日本語楽曲のカバーをよく披露していたが、兵役代替服務の期間を利用して日本語能力試験3級に合格するなど本格的に日本語の習得に取り組んでおり、現在では流暢な日本語を話す。

## ディスコグラフィ

### 韓国

#### アルバム
- 1st『COLORS』（2024年11月27日）

#### ミニアルバム・EP
- 1st『광화문에서（光化門で）』（2014年11月13日）
- 2nd『다시, 가을이 오면 (再び、秋が来れば)』（2015年10月15日）
- 3rd『너를 기다린다 (君を待っている)』（2017年2月24日）
- 4th『Love Story (4 Season Project 季)』（2022年1月25日）
- 5th『Restart』（2024年1月9日）

#### シングル
- 『멀어지던 날 (The Day We Felt The Distance)』（2015年11月3日）
- 『다시 만나는 날 (Goodbye for now)』（2017年5月24日）
- 『그게 좋은거야 (Time with you)』（2019年5月14日）
- 『너를 만나러 간다 (The day we meet again)』（2019年5月20日）
- 『Dreaming』（2020年7月23日）
- 『내 마음이 움찔했던 순간 (僕の心がドキッとした瞬間)』（2020年8月23日）※ウェブ漫画『ドストライク彼女』×キュヒョン
- 『내 마음을 누르는 일 (Daystar)』（2020年10月8日）
- 『마지막 날에 (Moving On)』（2021年1月26日）
- 『커피 (Coffee)』（2021年4月13日）
- 『투게더 (Together)』（2021年7月5日）

#### サウンドトラック
- 「恋するハイエナ」OST 『Smile』（2006年11月2日）
- 「エア・シティ」OST『Just For One Day』※天上智喜,キュヒョン（2007年5月23日）
- 「パスタ〜恋が出来るまで〜」OST Part.1『듣죠... 그대를 (Listen... To You)』（2010年1月6日）
- 「製パン王 キム・タック」OST Part.5 『희망은 잠들지 않는 꿈 (希望は眠らない夢)』（2010年8月5日）
- 「ポセイドン」OST 『別れる方法』（2012年2月10日）
- 「武神」OST Part.1 『인우 (刃雨)』（2012年3月16日）
- 「花ざかりの君たちへ For You In Full Blossom」OST『아름다운 그대에게 (花ざかりの君たちへ)』※ティファニー,キュヒョン（2012年8月28日）
- 「大風水」OST 『한번만 (Just Once)』（2012年11月14日）
- 「クルーズファミリー」韓国版テーマソング『Shine Your Way』※キュヒョン,ルナ（2013年4月29日）
- 「ホグの愛」OST Part.4『너의 별에 닿을 때까지 (君の星に届くまで)』（2015年3月10日）
- 「君を愛した時間～ワタシとカレの恋愛白書」OST Part.1 『우리가 사랑한 시간 (僕たちが愛し合った時間)』（2015年8月25日）
- 「もう一度ハッピーエンディング」OST Part.5 『내 맘은 어디에 두죠 (僕の心はどこに寄せるのでしょう)』（2016年2月13日）
- 「ミュージカル モーツァルト 2016」OST『내 운명 피하고 싶어』『왜 나를 사랑하지 않나요 (내 모습 그대로)』（2016年5月17日）
- 「最高の一発〜時空を超えて〜」OST Part.6 『If You』（2017年6月30日）
- 「カン食堂シーズン3」OST 『쓰담쓰담 (なでなで)』※MINO,P.O,キュヒョン（2019年7月13日）
- 「歌に惚れる」OST 『우연히 그대 (偶然あなたと) 』※コミ,キュヒョン（2019年11月2日）
- 「天気がよければ会いにゆきます」OST Part.3 『하루종일 (一日中)』（2020年3月16日）
- 「賢い医師生活」OST Part.4 『화려하지 않은 고백 (華やかではない告白)』（2020年4月3日）
- 「ミュージカル ウェルテル 2020」OST 『발길을 뗄 수 없으면 (足を踏み出すことが出来ないのなら)』（2021年5月5日）
- 「サウンドトラック #1」OST『사랑은 말로 표현하는게 아니래요 (愛は言葉で表現するものではない)』（2021年12月30日）
- 「気象庁の人々: 社内恋愛は予測不能?!」OST Part.3 『Promise You』（2022年3月6日）

#### 参加作品
- キュヒョン『7년간의 사랑 (七年間の恋)』（2009年12月22日）※ユ・ヨンソク20周年記念アルバムに収録。
- S.M The Ballad 제규종지[11]『너무 그리워（ノム クリウォ）[12]』（2010年）
- ユン・ジョンシン『晩秋（feat.キュヒョン）』（2011年10月27日）
- キュヒョン『사랑 먼지 (愛の塵)』（2013年5月31日）※「ファン・ソンジェ Project スーパーヒーロー 2nd Line Up」に収録。
- イ・ムンセ『그녀가 온다 (Duet. キュヒョン)』（2015年4月7日）
- キュヒョン『한 사람을 사랑했네 (ひとりを愛したよ)』（2016年3月9日）※JTBC「トゥーユープロジェクト シュガーマン」Part.21
- キュヒョン『삼다도 소식 (三多島便り)』（2016年4月12日）※リメイク楽曲。プロジェクト作品「밴드 고맙삼다」に収録。
- パク・ジェチャン『두 남자 (Duet With キュヒョン)』（2016年5月19日）
- イェソン『At the Time (Feat. キュヒョン)』（2017年4月18日）
- Various Artists『상록수 2020 (常緑樹2020)』（2020年4月21日）※リメイク楽曲。韓国内のアーティスト34人が参加。
- キュヒョン『비처럼 음악처럼 (雨のように音楽のように)』（2020年11月7日）※リメイク楽曲。故キム·ヒョンシク30周忌献呈アルバム「추억 만들기(思い出づくり)」に収録。
- キュヒョン『별이 빛나는 밤에 (星空の夜に)』（2021年9月1日）※リメイク楽曲。VIBEデビュー20周年記念プロジェクト:REVIBE Vol.3。

### 日本
- ソロシングル『Celebration〜君に架ける橋〜』（2016年5月25日）
- ソロアルバム『ONE VOICE』（2017年2月8日）

### 中国
- シングル『光化門で』（在光化门）

### ミュージックビデオ
| 公開日 | 公開日   | 曲名                                       | リンク |
| ------ | -------- | ------------------------------------------ | ------ |
| 2014年 | 11月14日 | 광화문에서 (At Gwanghwamun)                | Play   |
| 2015年 | 10月15日 | 밀리언조각(A Million Pieces)               | Play   |
| 2015年 | 11月3日  | 멀어지던 날 (The day we felt the distance) | Play   |
| 2016年 | 3月25日  | Celebration～君に架ける橋～                | Play   |
| 2016年 | 11月10日 | 여전히 아늑해 (Still)                      | Play   |
| 2016年 | 11月10日 | 블라블라 (Blah Blah)                       | Play   |
| 2017年 | 1月8日   | 僕のまじめなラブコメディー                 | Play   |
| 2017年 | 5月24日  | 다시 만나는 날 (Goodbye for now)           | Play   |
| 2019年 | 5月20日  | 애월리 (Aewol-ri)                          | Play   |
| 2020年 | 10月8日  | 내 마음을 누르는 일 (Daystar)              | Play   |
| 2021年 | 4月13日  | 커피 (Coffee)                              | Play   |
| 2021年 | 7月5日   | 투게더 (Together)                          | Play   |
| 2022年 | 1月25日  | 연애소설 (Love Story)                      | Play   |
| 2024年 | 1月9日   | 그렇지 않아 (The Story Behind)             | Play   |
| 2024年 | 11月27日 | 하루마다 끝도 없이 (Unending Days)         | Play   |

## 単独公演

### そして、また秋
| 公演日 | 公演日           | 都市   | 開催地 | 会場                                |
| ------ | ---------------- | ------ | ------ | ----------------------------------- |
| 2015年 | 11月5~8, 13~15日 | ソウル | 韓国   | SMTOWN COEX ARTIUM内 SMTOWN THEATRE |

### SUPER JUNIOR-KYUHYUN JAPAN TOUR 2016 ～Knick Knack～
| 公演日 | 公演日     | 開催地   | 会場                                |
| ------ | ---------- | -------- | ----------------------------------- |
| 2016年 | 4月11~13日 | 福岡県   | 福岡サンパレス                      |
| 2016年 | 4月17~18日 | 北海道   | ニトリ文化ホール                    |
| 2016年 | 4月24~26日 | 大阪府   | 大阪国際会議場 メインホール         |
| 2016年 | 4月29~30日 | 広島県   | 上野学園ホール                      |
| 2016年 | 5月9~10日  | 神奈川県 | パシフィコ横浜 国立大ホール         |
| 2016年 | 5月26~27日 | 愛知県   | 名古屋国際会議場 センチュリーホール |
| 2016年 | 6月4~5日   | 千葉県   | 幕張メッセ イベントホール           |

### 秋のような思い出：ある小説家の物語
| 公演日 | 公演日      | 都市   | 開催地 | 会場                  |
| ------ | ----------- | ------ | ------ | --------------------- |
| 2016年 | 10月29~30日 | ソウル | 韓国   | 梨花女子大大講堂      |
| 2016年 | 11月5~6日   | 釜山   | 韓国   | BEXCOオーディトリアム |

### SUPER JUNIOR-KYUHYUN JAPAN TOUR 2017 ～ONE VOICE～
| 公演日 | 公演日     | 開催地   | 会場                                |
| ------ | ---------- | -------- | ----------------------------------- |
| 2017年 | 1月18~20日 | 神奈川県 | パシフィコ横浜 国立大ホール         |
| 2017年 | 1月23~24日 | 福岡県   | 福岡サンパレス                      |
| 2017年 | 2月10~12日 | 兵庫県   | 神戸ワールド記念ホール              |
| 2017年 | 2月18~19日 | 石川県   | 本多の森ホール                      |
| 2017年 | 2月27~28日 | 愛知県   | 名古屋国際会議場 センチュリーホール |
| 2017年 | 3月4~5日   | 北海道   | ニトリ文化ホール                    |
| 2017年 | 3月13~14日 | 神奈川県 | 横浜アリーナ                        |

### 2024 KYUHYUN ASIA TOUR Restart
| 公演日 | 公演日    | 都市             | 開催地       | 会場                                  |
| ------ | --------- | ---------------- | ------------ | ------------------------------------- |
| 2024年 | 3月8~10日 | ソウル           | 韓国         | Bluesquare Mastercard Hall            |
| 2024年 | 3月30日   | シンガポール     | シンガポール | Singapore Expo Hall 7                 |
| 2024年 | 4月4~5日  | 香港             | 香港         | AsiaWorld-Expo, Hall 10               |
| 2024年 | 4月13日   | クアラルンプール | マレーシア   | Mega Star Arena                       |
| 2024年 | 4月23日   | 大阪             | 日本         | オリックス劇場                        |
| 2024年 | 4月26日   | 横浜             | 日本         | パシフィコ横浜 国立大ホール           |
| 2024年 | 5月4~5日  | 台湾             | 台湾         | New Taipei City Exhibition Hall       |
| 2024年 | 5月11日   | バンコク         | タイ         | MCC Hall, The Mall Lifestore Bangkapi |
| 2024年 | 5月18日   | ジャカルタ       | インドネシア | Tennis Indoor Senayan                 |

### KYUHYUN 10th Anniversary Asia Tour COLORS
| 公演日 | 公演日      | 都市       | 開催地       |
| ------ | ----------- | ---------- | ------------ |
| 2024年 | 12月20~22日 | ソウル     | 韓国         |
| 2025年 | 1月4日      | 高雄       | 台湾         |
| 2025年 | 1月25日     | 香港       | 中国         |
| 2025年 | 2月8日      | ジャカルタ | インドネシア |
| 2025年 | 2月22~23日  | 台北       | 台湾         |
| 2025年 | 3月5~6日    | 横浜       | 日本         |
| 2025年 | 3月15日     | バンコク   | タイ         |
| 2025年 | 3月22日     | マカオ     | 中国         |
| 2025年 | 4月5日      | マニラ     | フィリピン   |

### その他単独公演・イベント
| 公演日 | 公演日  | 公演名                                                        | 都市   | 開催地 | 会場                |
| ------ | ------- | ------------------------------------------------------------- | ------ | ------ | ------------------- |
| 2017年 | 5月20日 | ファンミーティング「また会える日」                            | ソウル | 韓国   | 慶熙大学 平和の殿堂 |
| 2019年 | 5月19日 | ファンミーティング「また会う今日」                            | ソウル | 韓国   | 慶熙大学 平和の殿堂 |
| 2022年 | 2月6日  | SUPER JUNIOR-KYUHYUN On-line Special Event ~Lover's Concerto~ | -      | -      | オンライン          |
| 2024年 | 1月9日  | 「Restart」発売記念ショーケース                               | ソウル | 韓国   | BLUE SQUARE         |

## 出演

### ミュージカル
| 年        | タイトル             | 役                               |
| --------- | -------------------- | -------------------------------- |
| 2011-2014 | 三銃士               | ダルタニャン                     |
| 2012-2013 | Catch Me If You Can  | フランク                         |
| 2014      | 太陽を抱く月         | イ・フォン                       |
| 2014      | Singin' in the Rain  | ドン・ロックウッド               |
| 2014-2015 | The Days あの日々    | カン・ムヨン                     |
| 2015      | ロビンフッド         | フィリップ                       |
| 2015-2016 | ウェルテル           | ウェルテル                       |
| 2016      | モーツァルト！       | モーツァルト                     |
| 2020      | 笑う男               | グウィンプレン                   |
| 2020      | ウェルテル           | ウェルテル                       |
| 2021      | ファントム           | エリック                         |
| 2021-2022 | フランケンシュタイン | ヴィクター・フランケンシュタイン |
| 2023      | BEN-HUR              | ユダ・ベン・ハー                 |
| 2024      | フランケンシュタイン | ヴィクター・フランケンシュタイン |
| 2025      | 笑う男               | グウィンプレン                   |

### テレビ
| 年        | タイトル                          | 放送局               | 注解                                              |
| --------- | --------------------------------- | -------------------- | ------------------------------------------------- |
| 2011–2017 | ラジオスター                      | MBC                  | MC                                                |
| 2012      | 私たち結婚しました（中国版）      | Shanghai Media Group | 中国版                                            |
| 2013      | マンマミーア                      | KBS                  | MC                                                |
| 2013      | ハッピートゥギャザー3             | KBS                  | 7月4日放送分                                      |
| 2014      | ランニングマン                    | SBS                  | 第221回                                           |
| 2015      | ドキドキインド                    | KBS                  | 全4回                                             |
| 2016      | 新西遊記3                         | tvN                  | 全10回（＋ディレクターズカット版1回）             |
| 2017      | 新西遊記4                         | tvN                  | 全10回（＋ディレクターズカット版1回）             |
| 2019      | 新西遊記7                         | tvN                  | 全11回                                            |
| 2020      | 新西遊記8                         | tvN                  | 全11回                                            |
| 2020      | シングアゲイン                    | JTBC                 | 審査員                                            |
| 2021      | 配達gayo-不思議なレコードショップ | JTBC                 | MC                                                |
| 2021      | いつまで肩踊りをさせるんだ        | tvN                  | MC                                                |
| 2021      | 脱出おひとり島                    | Netflix              | MC                                                |
| 2021      | ペク先生&キュヒョンの国民ごはん   | JTBC                 | レギュラー出演                                    |
| 2021      | シングアゲイン2                   | JTBC                 | 審査員                                            |
| 2022      | いつまで肩踊りをさせるんだ2       | tvN                  | MC                                                |
| 2022      | 脱出おひとり島2                   | Netflix              | MC                                                |
| 2023      | 脱出おひとり島3                   | Netflix              | MC                                                |
| 2023      | シングアゲイン3                   | JTBC                 | 審査員                                            |
| 2024      | 知ってるお兄さん                  | JTBC                 | 第417回                                           |
| 2024      | 有名歌手と路上審査団              | JTBC                 | MC                                                |
| 2024      | 真実あるいは設定：優雅な人生      | tvN                  | MC                                                |
| 2024      | ぶらり途中下車の旅                | 日本テレビ           | 6月15日放送「横須賀線の旅」旅人                   |
| 2025      | ぶらり途中下車の旅                | 日本テレビ           | 8月23日放送「ひたちなか海浜鉄道・常磐線の旅」旅人 |

### ミュージックビデオ
- TRAX「Blind(창문)」（2011年）
- イェソン ｢Pink Magic｣ （2019年）[30]

### 広告
- アモーレパシフィック ハッピーバブル（2009年）
- SINGHA 韓国のりマシタ（2011年 - 2017年）
- SKテレコム LTE（2013年）
- 済州サムダス 三多水（2016年）[31]
- ドクターオルガ A24（2016年）
- FLO（2019年）
- 三養食品 三養ラーメン（2021年）
- ユアンタ証券（2024年）[32]

## 受賞歴
2011年
- MBC芸能大賞 MC部門 特別賞（『ラジオスター』）
- 第6回ゴールデンチケットアワード ミュージカル期待賞

2012年
- MBC芸能大賞 ショーバラエティ男性新人賞（『ラジオスター』）[33]

2013年
- 第7回ザ・ミュージカルアワード 人気スター賞[34]

2014年
- MBC芸能大賞 ミュージック・トークショー部門 優秀賞（『ラジオスター』）

2016年
- 第30回ゴールデンディスクアワード デジタル音源部門 本賞（『光化門で』）[35]
- 第18回 華鼎奨 グローバルベスト歌手賞[36]

2017年
- MBC芸能大賞 功労賞（『ラジオスター』）

## タイアップ
| 起用年 | 曲名                        | タイアップ                                                   |
| ------ | --------------------------- | ------------------------------------------------------------ |
| 2016年 | Celebration〜君に架ける橋〜 | 日本テレビ系「今夜くらべてみました」5月度エンディングテーマ  |
| 2016年 | Celebration〜君に架ける橋〜 | テレビ朝日系「今ちゃんの「実は...」」6月度エンディングテーマ |
| 2017年 | 僕のまじめなラブコメディー  | TBS系「ひるおび」2月度エンディングテーマ                     |
| 2017年 | めぐり逢う未来で            | TBS系「王様のブランチ」2月度エンディングテーマ               |